# Нехай, Аслан Касимович
Аслан Касимович Нехай (род. 18 ноября 1943, аул Джиджихабль, Теучежский район, Адыгея) — первый профессиональный композитор Адыгеи, член Союза композиторов России (с 1985), автор первой национальной оперы «Раскаты далекого грома», ряда крупных симфонических и вокальных произведений; народный артист России (2004), Адыгеи (2001), Кубани (1998), Кабардино-Балкарии (2013), Карачаево-Черкесии (2003), заслуженный артист Абхазии (2012), лауреат премий правительств РФ (2010) и РА (2004), обладатель медали «Слава Адыгеи» (2008), почётный профессор Краснодарского государственного университета культуры и искусств.
Сегодня  мы с полным правом называем А. Нехая классиком современной адыгской музыки. Во-первых потому, что ряд созданных им произведений заложил фундамент развития соответствующих жанров национальной музыки. Во-вторых потому, что в качестве образцовых, ряд его сочинений вошёл в сокровищницу духовных ценностей адыгского народа. И в третьих  потому, что А. Нехай оказывает благотворное влияние на развитие современной адыгской музыки принимает реальное участие в её формирование.
Однако о композиторе надо говорить не только с точки зрения претворения ведущих тенденций современности, но и создания им произведения безусловной эстетической ценности, приподнявшего национальное - характерное до значения общечеловеческого.
Когда речь идет о зрелости профессиональной национальной культуры, то помимо всего прочего имеется в виду, что она предлагает переломление в национальном материале общечеловеческих социально-психологических мотивов.
Достижению этих целей композитору помогает то, что он очень тесно связан с народными истоками музыки, многообразно претворяя их, и главное инициативно преображая, создает своего рода продолжение фольклорной традиции в рамках профессионального искусства.
А. Нехай в адыгскую музыку вошёл как личность, обладающая своей эстетической позицией, со своим жизнепониманием, с желанием говорить современникам о современном. Не только собственным творчеством, но и всей своей деятельностью он защищает право музыки быть необходимой частью в формировании национального самосознания народа.
Одним из поворотных событий в его творчестве явилось создание в 1991 году Государственного ансамбля народной песни Адыгеи «Исламей», единственного в адыгском мире профессионального коллектива, исполняющего адыгские народные песни, художественным руководителем которого он является и по сей день.
Государственный ансамбль народной песни и танца Адыгеи «Исламей» стал украшением духовной культуры Республики Адыгея, и по праву считается уникальным творческим коллективом, не имеющим аналогов, в музыкальной культуре многонациональной России. Уникальность эта заключается в наличии новаторских средств в музыке, где в синтезе используются различные музыкальные направления и стили, при этом не нарушаются природа и целостность адыгской народной песни.
Государственный ансамбль «Исламей» работает не только в песенном жанре. В его репертуар включены и произведения крупной формы такие как: вариация, рапсодия, рондо и т.д.

## Биография
В 1976 году окончил Краснодарский государственный институт культуры. В 1978 году поступил в Тбилисскую государственную консерваторию на композиторский факультет, который окончил с отличием в 1983 году.
С 1985 года принят в члены Союза композиторов СССР. С 1992 по 1996 год был председателем Союза композиторов Адыгеи, созданного по его инициативе. С 1991 года член Союза композиторов России. С 1996 года был в должности генерального директора государственной республиканской филармонии Адыгеи.
В 1991 году явился создателем Государственного ансамбля народной песни Адыгеи «Исламей» Архивная копия от 13 июня 2021 на Wayback Machine, единственного в адыгском мире профессионального коллектива, исполняющего адыгские народные песни, художественным руководителем которого он является по сей день.

## Награды и звания
1. Заслуженный деятель искусств Республики Адыгея (1992 год);
2. Заслуженный деятель искусств Кабардино-Балкарской Республики (1993 год);
3. Заслуженный деятель искусств Российской Федерации (19 ноября 1997 года) — за заслуги в области искусства;
4. Заслуженный деятель искусств Кубани (1998 год);
5. Народный артист Республики Адыгеи (2001 год);
6. Народный артист Карачаево-Черкесской Республики (2003 год);
7. Лауреат премии Правительства Республики Адыгея (2004 год);
8. Народный артист Российской Федерации (2 февраля 2004 года) — за большие заслуги в области искусства;
9. Обладатель медали «Слава Адыгеи» (2008 год);
10. Лауреат премии братьев Соловьевых (2008 год);
11. Лауреат премии имени Седина (2008 год);
12. Почетный гражданин аула Джиджихабль (2008 год);
13. Обладатель медали «Международной черкесской ассоциации» (2008 год);
14. Лауреат премии Правительства Российской Федерации в области культуры (17 декабря 2010 года) — за создание концертной программы «Моя Адыгея»;
15. Заслуженный артист Абхазской Республики (2012 год);
16. Почетный профессор Краснодарского государственного университета культуры и искусств (2013 год);
17. Почетный гражданин Теучежского района (2013 год);
18. Народный артист Кабардино-Балкарской Республики (2013 год);
19. Лауреат премии имени Д. Д. Шостаковича (2013 год);
20. Обладатель Почетного знака Государственного Совета-Хасэ Республики Адыгея «Закон. Долг. Честь» (2013 год);
21. Орден Дружбы (20 апреля 2014 года) — за достигнутые трудовые успехи, значительный вклад в социально-экономическое развитие Российской Федерации, заслуги в гуманитарной сфере, активную законотворческую и общественную деятельность, многолетнюю добросовестную работу;
22. Орден «За заслуги в культуре и искусстве» (3 марта 2025 года) — за заслуги в области культуры и искусства, многолетнюю плодотворную деятельность.

## Основные произведения
Опера «Раскаты далекого грома» Архивная копия от 13 июня 2021 на Wayback Machine либретто Т. Абашидзе по роману И. Машбаша (на русском языке)
«Праздничная увертюра» для большого симфонического оркестра (1 ред. — 1980, 2 ред. — 1984)
Струнный квартет «Тема с вариациями» 1979
Сочинения для фортепиано:
Вариации на адыгейские народные темы 1977
Скерцо-токката 1978
Фуги ля минор, си минор, ре минор 1979
Сюита для двух фортепиано 1984
Рапсодия 1985
Песня табунщика 1986
Детские пьесы («Нарт Саусоруко», «Нарт Ащамэз», «Нарт Пэтэрэз») 1986
Камерные сочинения:
Соната для виолончели и фортепиано 1985
Триптих для виолончели и фортопиано 1985
Песнь о Касее
Сказ Ашуга
Бжедугский зафак
Романс для скрипки 1984
Пшынатль для скрипки и фортопиано 1988
Пьеса для кларнета 1984
Пьеса для флейты 1984
Камерно-вокальная музыка:
«Слово о матери» вокальный цикл для высокого голосана ст. К. Жанэ (на русском языке) 1979
«Память» вокальный цикл в 4-х частях для высокого голоса, виолончели и фортепиано на ст. П. Кошубаева и И. Машбаша (на адыгейском языке) 1984
Произведения для солистов, хора и оркестра народных инструментов:
Вариации на тему народной песни «Щырытым» 1992
Рапсодия «Зафак Хагауджа» 1997
Поэма-рапсодия «Къолэн» 2001
Вариации на тему народной танцевальной мелодии «Удж» 2003
«Напевы далекого детства» 2005
«Рондо-пщынатль» 2007
«Ритмы Исламея» 2013
«Ночные раздумья» 2015
Хоры без сопровождения:
«Битва в ущелье» 1976
«Мэзгуащ» 1976
«Сэрмафа» 1976
Кантато-ораториальные жанры:
«Пусть к рассвету» кантата для солистов, хора и симфонического оркестра 1979
«Край мой солнечный» для смешанного голоса 1972
Песни
«Солдатская песня» ст. М. Шапошникова 1966
«Старинная песня» ст. И. Машбаша 1969
«Песня о Майкопе» ст. Ю. Крючкова 1973
«Песня о Гузерипле» ст. И. Машбаша 1974
«Когда весна роняет лепестки» ст. И. Машбаша 1975
«Откуда эта музыка во мне» ст. И. Машбаша 1984
«Земля моя» ст. Р. Нехая 1984
Элегия «За всю печаль моих ночей» 2011
«Баллада о гармошке» 2011
Сочинения для «Исламея» (обработки народных песен и наигрышей):
«Адыиф» 1991
«Си Касей» 1991
«Песня чесальщиц шерсти» 1992
«Песня косарей» 1992
«Цырац» 1992
«Мэзгуащ» 1992
«Щырытым» 1992
«Исламей» 1991
«Казбеч» 1992
Удж «Си Пакъ» 1992
«Зэгагус» 1993
Детские песни (на адыгейском языке) 1990 г. Всего более 40: 
Первый цветок ст. К.Жанэ
Маленький котенок ст. К.Жанэ
Дождь идет ст. К.Жанэ
Что расскажет календарь ст. Дж. Чуяко
Добро пожаловать в гости ст. Дж. Чуяко
Дятел ст. Дж. Чуяко
Осенние листья ст. Х. Беретаря
Зимний лед ст. Х. Беретаря
Идем в лес ст. Х. Беретаря
Что это? ст. Р. Нехая
Бабушка ст. Р. Нехая
Разговаривай красиво ст. Р. Нехая
НОТОГРАФИЯ
1. Слово о матери. Скерцо-токката. Струнный квартет. — Майкоп, 1981.
2. Орэд къыпфэтэӏо. (О тебе мы поем. Сб. песен на адыг. яз.). — Майкоп, 1982.
3. Вокальный цикл «Память»//Орэдэр орэжьынгьг (Взвейся, песня. Сб. песен на адыг. яз.). — Майкоп, 1984.
4. Фортепианные произведения. Репертуарный сборник. — Методжический кабинет по учебным заведениям культуры искусства.
Управление культуры Адыгейского облисполкома. — Майкоп, 1987.
5. Пьесы для скрипки и фортепиано — Методический кабинет учебных заведений культуры и искусства. Управление культуры
Краснодарского крайисполкома. — Краснодар, 1990.
6. Бзыумэ яорэд (Песни птиц. Сб. песен для детей на адыг. яз.). — Майкоп, 1991.
7. Фортепианный произведения. Репертуарный сборник. — Майкоп, 2005.
8. Произведения для хора, солистов и оркестра адыгских народных инструментов. Репертуарный сборник Госансамбля «Исламей». — Майкоп, 2009.